# 花ざかり (山口百恵のアルバム)
『花ざかり』（はなざかり）は、山口百恵の13枚目のスタジオ・アルバム。1977年12月5日にCBSソニーよりリリースされた。

## 概要
帯コピー：花一輪、あなたに届けます
花をテーマにしたアルバム。大ヒット曲「秋桜」をはじめ、収録曲のタイトルには花にちなんだ単語が多く用いられている。タイトルの ″花ざかり″ は、当時百恵自身が娘ざかりと言える年頃であったことから付けられたもの。
A-3「悲願花」は、谷村新司が1997年8月に発売されたシングル「櫻守」のカップリングにてセルフカバーしている。A-5「青い羊歯 -アジアンタム-」の作詞作曲を手掛けた ″北野弦″ とは、ディレクター川瀬泰雄のペンネーム。
2003年6月4日に発売された全オリジナルアルバム22枚を復刻したCD-BOX『MOMOE PREMIUM』には、リマスタリング音源で収録されている。2007年9月30日には更なるマスターサウンド仕様が施された『Complete MOMOE PREMIUM』が発売された。
元々LP盤では「飛騨の吊り橋」のイントロがフェードインで始まり、また「1 2⁄3」のイントロが始まる直前（「ドライフラワー」のアウトロ部分に重なって）に電話のベル音が収録されていたが、1993年に発売されたCD選書盤では共にカットされていた。前述の『MOMOE PREMIUM』では「1 2⁄3」の電話のベル音は復刻されたが、「飛騨の吊り橋」のイントロはCD選書盤のままであった。その後、2004年発売のハイブリッドCD盤でようやく「飛騨の吊り橋」のイントロのフェードイン・バージョンが復刻された。

## 収録曲
| #  | タイトル                    | 作詞     | 作曲     | 編曲     |
| -- | --------------------------- | -------- | -------- | -------- |
| 1. | 「花筆文字」                | 阿木燿子 | 宇崎竜童 | 萩田光雄 |
| 2. | 「陽のあたる坂道」          | 松本隆   | 佐藤健   | 萩田光雄 |
| 3. | 「悲願花」                  | 谷村新司 | 谷村新司 | 川村栄二 |
| 4. | 「言はぬが花」              | 阿木燿子 | 宇崎竜童 | 若草恵   |
| 5. | 「青い羊歯 -アジアンタム-」 | 北野弦   | 北野弦   | 船山基紀 |
| 6. | 「飛騨の吊り橋」            | 松本隆   | 岸田智史 | 川村栄二 |

| #  | タイトル           | 作詞       | 作曲       | 編曲     |
| -- | ------------------ | ---------- | ---------- | -------- |
| 1. | 「秋桜」           | さだまさし | さだまさし | 萩田光雄 |
| 2. | 「あまりりす」     | 松本隆     | 岸田智史   | 船山基紀 |
| 3. | 「ドライフラワー」 | 岸田智史   | 岸田智史   | 萩田光雄 |
| 4. | 「1 2⁄3」          | 阿木燿子   | 宇崎竜童   | 萩田光雄 |
| 5. | 「最後の頁」       | さだまさし | さだまさし | 佐藤準   |
| 6. | 「寒椿」           | 阿木燿子   | 宇崎竜童   | 若草恵   |

## 関連作品
- MOMOE PREMIUM
- 山口百恵 22 Original Albums Collection
- Complete MOMOE PREMIUM

## 参考資料
- 川瀬泰雄『プレイバック 制作ディレクター回想記』学研マーケティング、2011年2月。ISBN 978-4054047259。